# Пустая (река, впадает в Охотское море)
Пуста́я (в верховье Реклеваям) — река на полуострове Камчатка, протекает по Карагинскому району Камчатского края.
Длина реки — 205 км, площадь водосборного бассейна — 5620 км². Берёт начало в горах Тнюлле (Срединный хребет). В верховьях течёт на северо-запад, далее течёт на северо-северо-восток. Впадает в Пенжинскую губу залива Шелихова в северо-восточной части Охотского моря.
Населённых пунктов в бассейне реки нет.
Названа русскими казаками в начале XVIII века. Корякское название реки Реклеваям — «река, текущая среди глинистых берегов».

## Притоки
Объекты перечислены по порядку от устья к истоку.
- 6 км: Екичегиваям
- 13 км: Ткаправаям
- 20 км: Лачинаваям
- 22 км: Пупувичуваям
- 34 км: Тарувываям
- 35 км: Инниваям
- 49 км: Элваваям
- 55 км: Пыльунаваям, Гочны Пыльунаваям
- 58,8 км: Майнаратгириваям
- 59,1 км: Кэньгуваям
- 64 км: Пахиткуваям
- 65 км: река без названия
- 67 км: Атвенайваям, Гочны Атвенайваям
- 68 км: Ямелкиваям, Лев. Ямелкиваям
- 80 км: река без названия
- 83 км: Кичавваям
- 91 км: Ливланваям
- 101 км: Алхавитоваям, Лев. Алхавитоваям
- 105 км: река без названия
- 109 км: река без названия
- 123 км: Вилвиалваям
- 131 км: Эвыуптываям
- 134 км: река без названия
- 145 км: река без названия
- 149 км: река без названия
- 152 км: Томмайваям
- 158 км: Севельваям
- 172 км: Кэнингуваям
- 178 км: Рёваям
- 186 км: Ивоваям

## Данные водного реестра
По данным государственного водного реестра России относится к Анадыро-Колымскому бассейновому округу. Код водного объекта — 19080000112120000038604.